# Фошар
Фоша́р, фоша́рд (англ. і фр. fauchard) — тип холодної держакової зброї, вживаної у Середньовічній Європі в XI—XIV ст. Конструктивно майже ідентичний білгуку й гвізармі, близький до фракійського фалькса. Назва зброї пов'язана зі словом faux («коса»), крім того, fauchard також може мати й інші значення («садовий ніж», «сікач», «скісок»).
Фошар являв собою широке, часто викривлене лезо зі внутрішньою заточкою, насаджене на дерев'яний держак. Дані щодо довжини останнього різняться в різних джерелах: за одними — він був таким же довгим, як у білгука або гвізарми (до 2 м), за іншими — він сягав всього 0,5 м завдовжки, таким чином, бувши більш схожим на фракійський фалькс. Лезо фошара часто додатково споряджали списоподібним вістрям і гаком.